# CA Defensores de Belgrano
CA Defensores de Belgrano is een Argentijnse voetbalclub uit Núñez, een stadsdeel van Buenos Aires. In het amateurtijdperk speelde de club 18 seizoenen in de hoogste klasse.

## Geschiedenis
De club werd op 25 mei 1906 opgericht door een groep jongeren die aan de voetbalcompetitie van Buenos Aires mee wilden doen. Ze speelden in 1915 voor het eerst in de hoogste klasse. De club degradeerde meteen weer en keerde terug in 1918. Nu speelde de club tot het einde van de amateurcompetitie in 1934 in de hoogste klasse. Na de invoering van de profcompetitie werd de club naar de tweede klasse verwezen. Tijdens het amateurtijdperk waren de clubkleuren lichtblauw en lichtrose, dit werd later naar rood-zwart gewijzigd. In 1934 werden twee spelers opgeroepen om met het nationale elftal deel te nemen aan het WK in Italië.